# Воздушная масса (астрономия)
Возду́шная ма́сса — мера количества воздуха на луче зрения при наблюдении небесного светила сквозь атмосферу Земли. Применяется для расчёта потери силы света и светимости в астрономии и актинометрии.
Выражается как интеграл плотности воздуха по лучу зрения:
{\displaystyle \sigma _{\text{абс}}=\int \rho \,\mathrm {d} s\,.}
По мере проникновения в атмосферу свет ослабляется за счёт рассеяния и поглощения; чем толще атмосфера, через которую он проходит, тем больше ослабление. Следовательно, небесные светила ближе к горизонту кажутся менее яркими, чем ближе к зениту. Это ослабление, известное как атмосферная экстинкция, количественно описывается законом Бугера — Ламберта — Бера. Абсолютная воздушная масса, определённая вышеуказанной формулой, имеет размерность поверхностной плотности (число единиц массы на единицу площади, например г/см2 или кг/м2). Абсолютная воздушная масса в зените, измеренная в неподвижной атмосфере, равна атмосферному давлению, делённому на ускорение свободного падения (если пренебречь изменением ускорения свободного падения с высотой в атмосфере): {\displaystyle \sigma _{\text{абс.зен.}}=P/g.} Для стандартной атмосферы на уровне моря на широте 45° абсолютная зенитная воздушная масса равна 10 330 кг/м2.
Термин «воздушная масса» обычно означает относительную воздушную массу, отношение абсолютной воздушной массы (определённой как указано выше) при наклонном падении к абсолютной воздушной массе в зените:
{\displaystyle \sigma (z)={\frac {\sigma _{\text{абс}}(z)}{\sigma _{\text{абс.зен.}}}},}
где z — зенитный угол (угол между направлением на источник и направлением на зенит из точки наблюдения). В этом определении воздушная масса является безразмерной величиной. По определению, относительная воздушная масса в зените равна единице: σ(0°) = 1. Воздушная масса увеличивается по мере увеличения зенитного угла, достигая значения примерно 38 на горизонте (то есть при z = 90°). Конечное значение воздушной массы на горизонте появляется лишь с учётом сферичности атмосферы; плоскопараллельная (менее реалистичная) модель атмосферы даёт значение воздушной массы {\displaystyle \sigma (z)=\sec z,} стремящееся к бесконечности при z → 90°, хотя вполне корректно описывающее зависимость воздушной массы от зенитного угла при z < 80°.
Воздушная масса может быть меньше единицы на высоте выше уровня моря; однако большинство приближённых формул для воздушной массы не учитывают влияние высоты наблюдателя, поэтому корректировку обычно необходимо выполнять другими способами.

## Приближения в расчёте воздушной массы

Геометрическая зависимость воздушной массы от высоты светила. На участке от 10° до 90° кривые по всем приближениям почти сливаются

В расчёте воздушной массы существует несколько приближений, последовательно дающих всё более правильный результат.
- Первое приближение почти идеально рассчитывает воздушную массу для высот светил от 90° до 30° и удовлетворительно до 10—15° над горизонтом. Оно самое простое: принимается модель плоскопараллельной бесконечной атмосферы с постоянной плотностью и конечной высотой, равной 1 и число воздушных масс определяется вычислением секанса зенитного расстояния {\displaystyle z} в градусах:

{\displaystyle M=\sec \,z\,.}
- Второе приближение: принимается модель сферической изотермической атмосферы с постоянной плотностью и конечной высотой. Имеет существенное значение в 10—15° от горизонта, особенно на последних 5°, где по первому приближению быстро накапливается ошибка и атмосферная масса устремляется в бесконечность (см. второй график).
- Третье приближение к модели сферической атмосферы добавляет искривление и удлинение пути светового луча из-за рефракции в атмосфере, играет роль до 5—10° от горизонта.
- Четвёртое приближение помимо сферичности атмосферы и рефракции состоит в учёте изменения температуры воздуха. С падением температуры воздушная масса растёт. Имеет смысл до 5° над горизонтом.
- Пятое приближение вносит поправку на изменение атмосферного давления. Снижение давления с высотой может существенно уменьшить воздушную массу на большой высоте. На уровне моря и на обычных средних высотах суши влияние погодных колебаний атмосферного давления мало́ даже на горизонте[3]

Графики расчётной воздушной массы от разных авторов в сравнении со сферической и плоскопараллельной моделями атмосферы. Показана самая сложная для расчётов часть, где возможны максимальные расхождения

Раз и навсегда рассчитать точную воздушную массу по всем приближениям для каждого угла невозможно, поскольку учёт всех изменчивых атмосферных условий всегда вносит некоторый разброс в конечных результатах, доходящий около горизонта до нескольких единиц атмосфер. Но можно вычислить приближающиеся к реальным значениям цифры в усреднённых условиях.
На горизонте, где наибольшие расхождения по разным приближениям, на уровне моря возможны следующие значения атмосферной массы:
 — первое приближение: бесконечное число;
 — второе приближение: ок. 35,5 атмосфер, однако современные более сложные расчёты без учёта рефракции дают 32 атмосферы;
 — третье приближение: ок. 38 атмосфер при температуре 10—15 °C;
 — четвёртое приближение: 35—42 атмосферы — при возможных приземных температурах от +60° до −60 °C и разных моделях атмосферы. В Антарктиде иногда наблюдаются более низкие температуры, но это бывает только в глубине материка на высоте 3—4 км.
Считается, что для расчётов в астрономии и актинометрии достаточно первого и второго приближений (модель сферической атмосферы, см. график), применение третьего уже избыточно, учёт остальных факторов носит только теоретический интерес
. Дело в том, что астрономические наблюдения и фотометрия до 15° от горизонта проблематичны, а освещённость от невысокого Солнца больше зависит от наличия аэрозолей и водяных паров в неидеальной атмосфере, чем от колебаний температуры и давления.

## История расчётов воздушной массы
Первым расчёт воздушных масс во втором приближении, то есть с учётом кривизны Земли и атмосферы, сделал в первой половине 18-го века родоначальник теории поглощения света Пьер Бугер, причём его вычисления были довольно близки современным. Он же указал на возможность применения третьего приближения (искривление луча в атмосфере), но считал, что в большинстве случаев для расчётов это не обязательно.
Затем формулы для расчёта во втором и в третьем приближении вывели Ламберт и Лаплас. Впоследствии формулы и таблицы воздушных масс были опубликованы многими авторами. Также придумано много формул интерполяции, «подгоняющих» зависимость атмосферной массы от угла к табличным значениям и применяемых для получения разультата под интересующим углом, не имеющимся в таблице.
В 1904 году Адзельо Бемпорад вывел формулы с учётом кривизны Земли, атмосферной рефракции и падения температуры с высотой, без компьютера и калькулятора рассчитал и составил очень подробную таблицу воздушных масс с точностью до пятого знака после запятой для высот Солнца с подробностью до градусов и минут, а также рассчитал множество поправочных коэффициентов для различных приземных температур и давлений. Эти значения долгое время служили эталоном для астрофизических и актинометрических расчётов, но затем неоднократно пересматривались, поскольку они базировались на известных тогда параметрах атмосферы только до высоты 10 км.
Свои расчёты атмосферной массы предлагались и советскими учёными Г. В. Розенбергом (см. на графике), В. Г. Фесенковым и Н. М. Штауде, причём последняя пробовала рассчитывать воздушные массы в условиях сумерек для положений Солнца до 3° за горизонтом. А Г. В. Розенберг представил достаточно компактную формулу интерполяции, которая даёт удовлетворительные результаты:
{\displaystyle M=\left(\cos \,z+0.025e^{-11\cos \,z}\right)^{-1}\,,}
где z — зенитный угол.
В 1965 году Фриц Кастен представил новые таблицы и формулы расчёта воздушной массы, составленные по современным на тот момент параметрам стандартной атмосферы от 1959 года, основанных на прямых измерениях при помощи геофизических ракет и космических аппаратов. В 1989 году Кастен совместно с Эндрю Янгом опубликовали уточнённые данные воздушных масс в соответствии со стандартной атмосферой от 1972 года, выдержки из которых представлены в таблице ниже, а также новую аппроксимационную формулу, дающую хорошие результаты при всех углах светил для атмосферы на уровне моря при температуре 15 °C и давлении 760 мм рт. ст.:
{\displaystyle M={\frac {1}{\sin \,\gamma +0.50572\,(\gamma +6.07995^{\circ })^{-1.6364}}}\;,}
где {\displaystyle \gamma } — угловая высота.
Таблицы воздушных масс можно найти во многих физических, астрофизических и астрономических справочниках, как, например, компилятивная из разных источников работа Аллена, опубликованная в 1950-70-е годы. Как правило они основаны на теперь уже историческом труде Бемпорада, но так как они с учётом его же поправок мало отличаются от более современных исследований, то вполне могут использоваться для большинства вычислений.

## Результаты расчётов воздушной массы
| Воздушная масса на уровне моря в нормальных условиях |                |                  |                 |                   |                                    |                       |
| Угловая высота или Зенит. угол                       | Авторы         | Авторы           | Авторы          | Авторы            | Авторы                             | Авторы                |
| Угловая высота или Зенит. угол                       | Бугер, 1729 г. | Ламберт, 1760 г. | Лаплас, 19век   | Бемпорад, 1904 г. | Розенберг, 1963 г. Штауде, 1949 г. | Кастен и Янг, 1989 г. |
| 90° 0°                                               | 1,000          | 1,000            | 1,000           | 1,000             | 1,00                               | 1,0000                |
| 80° 10°                                              | 1,015          |                  | 1,015; 1,0164   | 1,015             |                                    | 1,0154                |
| 70° 20°                                              | 1,064          | 1,064            | 1,064; 1,0651   | 1,064             |                                    | 1,0640                |
| 65° 25°                                              | 1,103          |                  |                 | 1,103             |                                    | 1,1031                |
| 60° 30°                                              | 1,155          |                  | 1,154; 1,1556   | 1,154             | 1,15                               | 1,1543                |
| 55° 35°                                              | 1,221          |                  |                 | 1,220             |                                    | 1,2202                |
| 50° 40°                                              | 1,305          | 1,303            | 1,304; 1,3060   | 1,304             |                                    | 1,3045                |
| 45° 45°                                              | 1,414          |                  | 1,413           | 1,413             | 1,41                               | 1,4128                |
| 40° 50°                                              | 1,556          |                  | 1,553; 1,5550   | 1,553             |                                    | 1,5535                |
| 35° 55°                                              | 1,742          |                  | 1,739           | 1,740             |                                    | 1,7398                |
| 30° 60°                                              | 1,990          | 1,995; 2,00      | 1,993; 1,9954   | 1,995             | 2,00                               | 1,9939                |
| 25° 65°                                              | 2,350          | 2,36             | 2,354           | 2,357             |                                    | 2,3552                |
| 20° 70°                                              | 2,900          | 2,91             | 2,899; 2,9023   | 2,904             | 2,92                               | 2,9016                |
| 19,3°                                                | 3,003          |                  |                 | 3,004             |                                    | 3,0008                |
| 19° 71°                                              | 3,040          |                  |                 | 3,049             |                                    | 3,0455                |
| 18° 72°                                              | 3,200          | 3,22             | 3,201           | 3,209             |                                    | 3,2054                |
| 17° 73°                                              | 3,380          |                  |                 | 3,388             |                                    | 3,3838                |
| 16° 74°                                              | 3,580          | 3,61             | 3,579           | 3,588             |                                    | 3,5841                |
| 15° 75°                                              | 3,792          |                  | 3,803; 3,8087   | 3,816             | 3,85                               | 3,8105                |
| 14° 76°                                              | 4,060          | 4,11             | 4,060           | 4,075             |                                    | 4,0682                |
| 13° 77°                                              | 4,350          |                  |                 | 4,372             |                                    | 4,3640                |
| 12,5°                                                |                |                  | 4,5237          | 4,537             |                                    | 4,5288                |
| 12° 78°                                              | 4,690          | 4,76             | 4,694           | 4,716             |                                    | 4,7067                |
| 11° 79°                                              | 5,099          |                  |                 | 5,120             |                                    | 5,1081                |
| 10° 80°                                              | 5,560          | 5,620; 5,65      | 5,563; 5,5711   | 5,609             | 5,65                               | 5,5841                |
| 9° 81°                                               | 6,130          |                  | 6,129           | 6,177             |                                    | 6,1565                |
| 8° 82°                                               | 6,820          | 6,96             | 6,818           | 6,884             |                                    | 6,8568                |
| 7,5°                                                 |                |                  | 7,2343          | 7,300             |                                    | 7,2684                |
| 7° 83°                                               | 7,670          |                  | 7,676           | 7,768             | 7,60                               | 7,7307                |
| 6° 84°                                               | 8,770          | 9,07             | 8,768           | 8,900             |                                    | 8,8475                |
| 5° 85°                                               | 10,200         | 10,480; 10,70    | 10,196; 10,2165 | 10,395            | 10,4                               | 10,3164               |
| 4° 86°                                               | 12,140         | 12,80            | 12,125; 12,1512 | 12,439            | 12,3                               | 12,3174               |
| 3° 87°                                               | 14,877         | 16,00            | 14,835; 14,8723 | 15,365            | 15,1                               | 15,1633               |
| 2° 88°                                               | 19,031         | 20,10            | 18,835; 18,8825 | 19,787            | 19,4                               | 19,4308               |
| 1° 89°                                               | 25,807         | 27,50            | 25,1374         | 26,959            | 26,3/26,98                         | 26,2595               |
| 0,5°                                                 |                |                  |                 | 32,332            | 32                                 | 31,3064               |
| 0° 90°                                               | 35,496         | 35,500; 39,90    | 35,5034; 44     | 39,651            | 40/40                              | 38,0868               |
| -1° 91°                                              |                |                  |                 |                   | —/63,4                             |                       |
| -2° 92°                                              |                |                  |                 |                   | —/129,1                            |                       |
| -3° 93°                                              |                |                  |                 |                   | —/307,6                            |                       |
| Угловая высота, градусы                              | Бугер, 1729 г. | Ламберт, 1760 г. | Лаплас,19век    | Бемпорад, 1904 г. | Розенберг, 1963 г. Штауде, 1949 г. | Кастен и Янг, 1989 г. |
| Примечания 1. 2. 3. 4. 5. 6.                         |                |                  |                 |                   |                                    |                       |

## Применение приближений по температуре и атмосферному давлению
Эмпирические формулы Бемпорада для поправок к атмосферной массе в небольшой обработке Н. М. Штауде в зависимости от угловой высоты:
поправки по приземной температуре:
ΔM(10°) = −0,0007·T
ΔM(8°) = −0,0013·T
ΔM(6°) = −0,0026·T
ΔM(4°) = −0,0065·T
ΔM(3°) = −0,0114·T + 0,000023·T²
ΔM(2°) = −0,0215·T + 0,000050·T²
ΔM(1°) = −0,0442·T + 0,000142·T²
поправки по атмосферному давлению:
ΔM(6°) = 0,0001·(P — 760)
ΔM(4°) = 0,0003·(P — 760)
ΔM(3°) = 0,0005·(P — 760)
ΔM(2°) = 0,0010·(P — 760)
ΔM(1°) = 0,0021·(P — 760),
где: T — температура приземного воздуха в градусах Цельсия, P — давление в миллиметрах ртутного столба.
На бо́льших угловых высотах изменения настолько незначительны, что поправки не имеют смысла.
Например при температуре −70 °C и давлении 800 мм рт. ст. для светила на угловой высоте 1° поправки считаются так:
ΔM(1°) = −0,0442·(-70) + 0,000142·(-70)² = 3.094 + 0,6958 = 3,7898 атм.
ΔM(1°) = 0,0021·(800—760) = 0,084 атм.
Конечный результат будет: 26,959 + 3,7898 + 0,084 = 30,8328 атм.
В следующей таблице даны воздушные массы по Бемпораду с учётом поправок по этим формулам для температур −15 °C и +15 °C и показаны для сравнения цифры воздушных масс по Кастену и Янгу для температуры +15 °C.
| Температурные изменения воздушной массы |                          |                        |                          |                              |        |        |
| Угловая высота или Зенит. угол          | Авторы                   | Авторы                 | Авторы                   | Авторы                       | Авторы | Авторы |
| Угловая высота или Зенит. угол          | Бемпорад, 1904 г. -15 °C | Бемпорад, 1904 г. 0 °C | Бемпорад, 1904 г. +15 °C | Кастен и Янг, 1989 г. +15 °C |        |        |
| 10° 80°                                 | 5,6195                   | 5,609                  | 5,5985                   | 5,5841                       |        |        |
| 9° 81°                                  |                          | 6,177                  |                          | 6,1565                       |        |        |
| 8° 82°                                  | 6,9035                   | 6,884                  | 6,8645                   | 6,8568                       |        |        |
| 7° 83°                                  |                          | 7,768                  |                          | 7,7307                       |        |        |
| 6° 84°                                  | 8,9390                   | 8,900                  | 8,8610                   | 8,8475                       |        |        |
| 5° 85°                                  |                          | 10,395                 |                          | 10,3164                      |        |        |
| 4° 86°                                  | 12,5365                  | 12,439                 | 12,3415                  | 12,3174                      |        |        |
| 3° 87°                                  | 15,5412                  | 15,365                 | 15,1992                  | 15,1633                      |        |        |
| 2° 88°                                  | 20,1208                  | 19,787                 | 19,4758                  | 19,4308                      |        |        |
| 1° 89°                                  | 27,6540                  | 26,959                 | 26,3280                  | 26,2595                      |        |        |
| 0° 90°                                  |                          | 39,651                 |                          | 38,0868                      |        |        |
| Угловая высота                          | Бемпорад -15 °C          | Бемпорад 0 °C          | Бемпорад +15 °C          | Кастен и Янг, +15 °C         |        |        |
| Примечания 1. 2. 3. 4. 5.               |                          |                        |                          |                              |        |        |